# Kaligarang
Kaligarang is een bestuurslaag in het regentschap Jepara van de provincie Midden-Java, Indonesië. Kaligarang telt 4897 inwoners (volkstelling 2010).